# ياروسلافا بلافيوك
ياروسلافا بلافيوك (24 مارس 1926 - 4 مارس 2023) نشطة في الحركة النسائية الأوكرانية. كانت عضوًا فخريًا في جمعية المرأة الأوكرانية وسيدة أوكرانيا الأولى من سنة 1989 إلى سنة 1992.

## السيرة الذاتية
ولد ياروسلافا بويكو في بيلا، تيرنوبل رايون، أوكرانيا في 24 مارس 1926. وبحلول عام 1945 كانت في مخيم للنازحين في كارلسفيلد بالقرب من ميونيخ بألمانيا التي تحتلها الحلفاء. في عام 1946 تخرجت من الكلية الأوكرانية في بيرتشسغادن ببافاريا.
سنة 1948 تزوجت ميبولا بلافيوك في ميونيخ وأنجبا ولدين وابنتين: أوريست ونسطور وأوليان وأوكسانا. وفي سنة 1949 انتقلت العائلة إلى مونتريال في كندا. تولى زوجها عدة مناصب سياسية، بما في ذلك رئيس منظمة القوميين الأوكرانيين والأمين العام ورئيس المؤتمر العالمي الأوكراني. وفي عام 1989 أصبح آخر رئيس للجمهورية الأوكرانية الشعبية في المنفى، مما جعل ياروسلافا السيدة الأولى لأوكرانيا.

## الجوائز
- شهادة شرف عمدة كييف
- وسام رئيس الملائكة ميخائيل من الكنيسة الأرثوذكسية الأوكرانية - بطريركية كييف